# Бюргверд
Бюргверд (нід. Burgwerd) — село в нідерландській провінції Фрисландія. Входить до муніципалітету Південно-Західна Фрисландія.
Його площа становить 7,66км², а населення станом на 2021 рік складало 310 осіб.

## Галерея

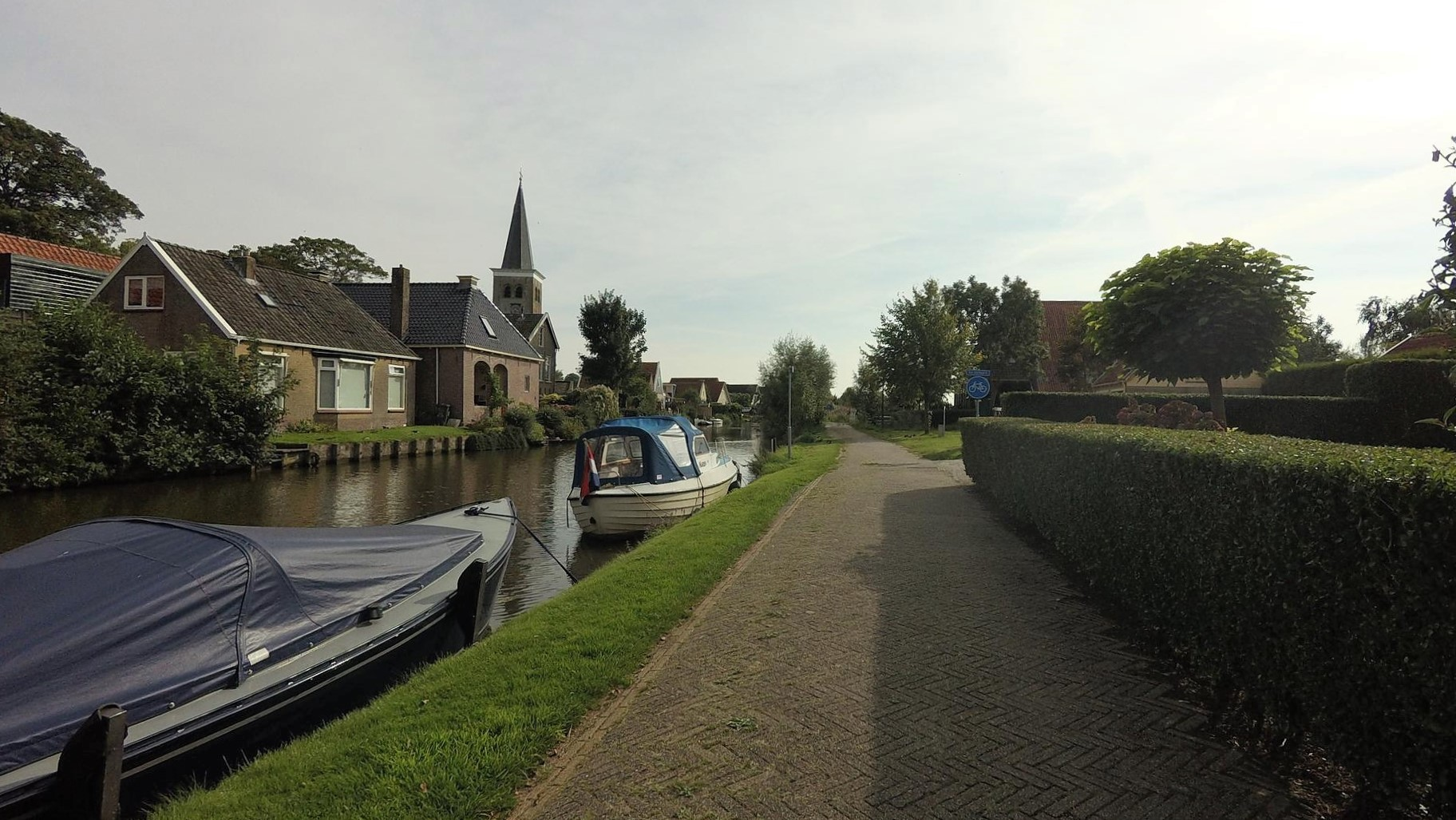
Вид на канал
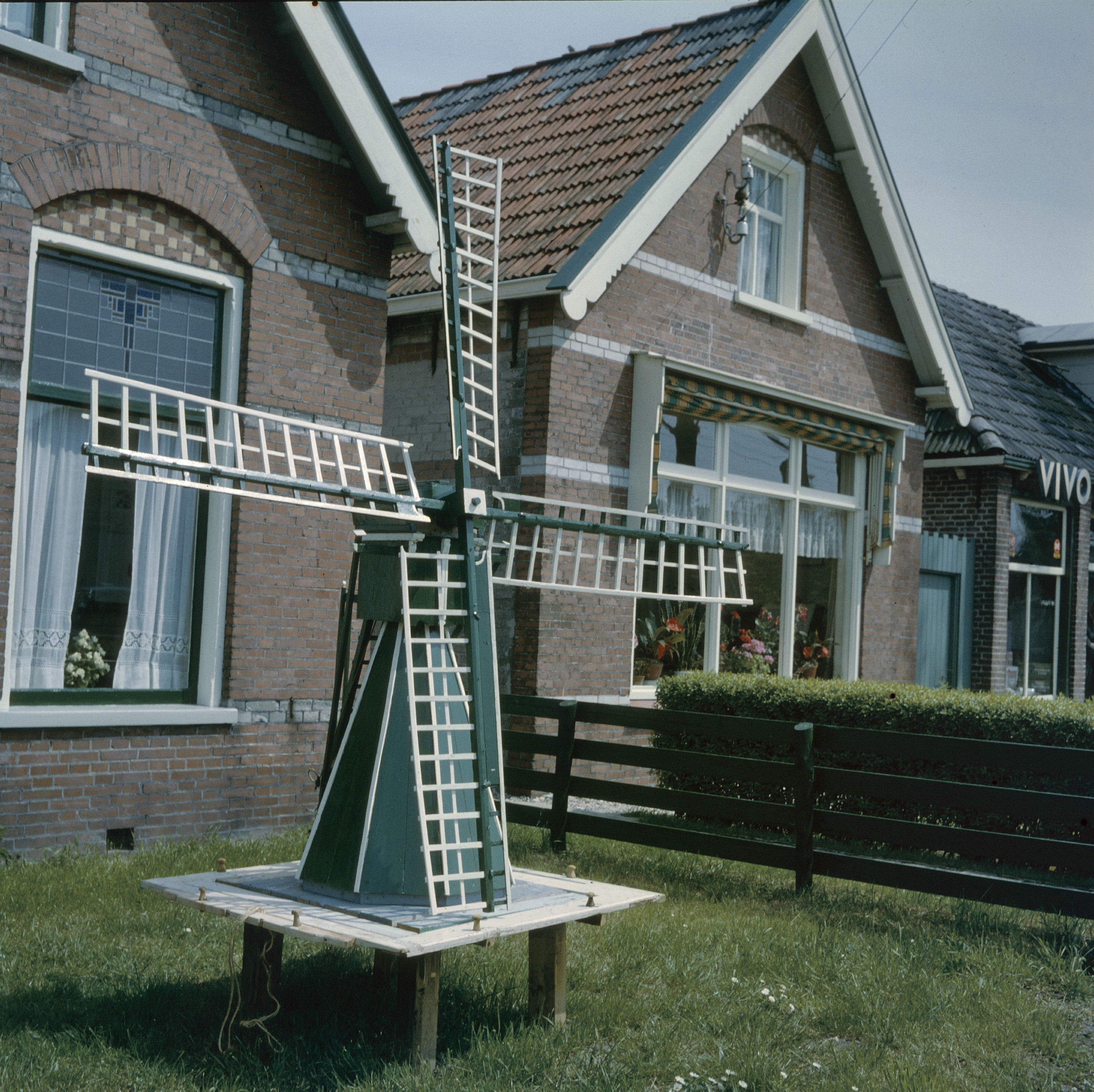
Будинок с мініатюрним вітряком
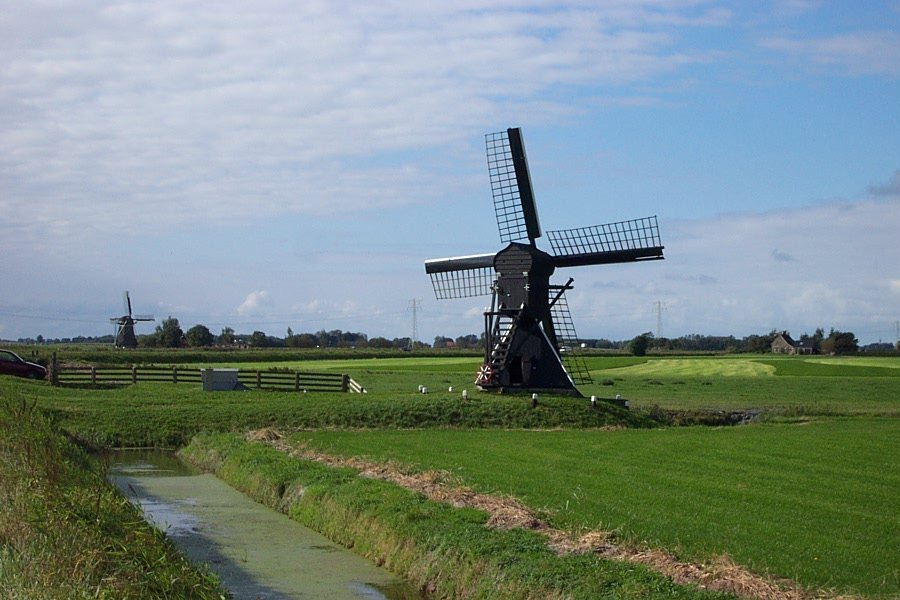
Вітряк De Hiemerter